# Glädjekällan
Glädjekällan är ett svenskt drama från 1993 i regi av Richard Hobert som handlar om en resa i ett försommarvarmt Skåne och var den första filmen som spelades in i Richard Hoberts filmserie om De sju dödssynderna. Filmen hade Sverigepremiär den 12 november 1993. Handlingen i den andra filmen, Händerna, utspelar sig tidigare.

## Handling
Ellen åker till Italien med några väninnor. Där omkommer hon och fraktas hem i en burk i ett paket. Hon efterlämnar en sörjande make, frisörmästaren Ragnar och en vuxen son, den något försupne och bedagade artisten Mick Pierson - senare Mikael Persson, som han egentligen heter.
Ragnar vill att Ellens aska ska få vila under syrenbusken vid deras sommarställe Glädjekällan. Han häller över den i en stor urna, en bröllopsgåva, och bältar den i framsätet i sin bil, efter att ha vägrat åka i sonens turnébuss. Mick följer efter med bussen, där hans flickvän Catti precis har vaknat. (I slutet av Händerna lyckades Catti fly från ön där hon utsatts för en rad otrevligheter.)
Första mötet mellan Ragnar och Catti blir inte så bra. Efter att stannat vid utsikten Vidablick, så att Ragnar och Ellen kan lyssna på göken en sista gång, startar inte bilen. I försöken att få igång den havererar den efter att farit utför en brant slänt med bara Ellen som passagerare. Urnan överlever kraschen och Ragnar tvingas åka med turnébussen, som snart går sönder. De fyra (inklusive urnan) försöker åka med en linjebuss, men det är bara urnan som kommer med. Man spårar den till en nöjespark, men hittar den inte förrän den är på väg att auktioneras bort nästa dag. Till slut får man lift med en traktor till sommarstugan. Under resan har Catti och Ragnar kommit närmare varandra, inte minst när hon låter honom förstå att hon är gravid, något som hon inte berättat för Mick än. Ingen har förresten berättat för Catti att Ellens aska ligger i urnan, för att skona henne.
Medan Ragnar talar med grannen Vendela plockar Catti lupiner. Hon häller ur askan i forsen för att fylla urnan med vatten. Mick försöker hindra henne, men hans rop hörs inte över forsens brusande. Ragnar och Vendela kommer precis för att se askan flyta bort. Ragnar rusar iväg, inte i vrede och förtvivlan, som de andra tror, utan för att hämta finkostymen och fyra glas att skåla i.
"Du ville ju alltid resa Ellen, nu gör du din sista resa" säger han, medan askan virvlar bort i strömmen och urnan fylld med lupiner står som ett minnesmärke på en klippa i vattnet.
Denna film skapar en vänskap mellan två generationer. Hobert lyckas balansera på gränsen mellan tragedi och komedi, trots gott om bisarra händelser blir det aldrig fars eller melodramatiskt utan allvaret håller hela vägen.

## Rollista
- Sven Lindberg - Ragnar Persson
- Göran Stangertz - Mick Pierson (Mikael Persson)
- Camilla Lundén - Catti
- Helena Brodin - Ellen Persson
- Mona Malm - Vendela
- Gunvor Pontén - Ellens väninna
- Margreth Weivers - Ellens väninna
- Maj Lindström - Ellens väninna
- Stina von Sydow - Flygvärdinna
- Bertil Norström - Tullchef
- Pär Ericson - Vakt
- Linus Hedberg - Pojke
- Pierre Lindstedt - "Sydlarm" Larsson
- Jerker Fahlström - Kjell, bilmekaniker
- Yvonne Schaloske - Glitter-Gun
- Solgärd Kjellgren - Busschaufför